# Johannes Knolleisen
Johannes Knolleisen (* 1450 in Allenstein; † 1513) war ein deutscher Theologe und Domherr in Merseburg. Er ist der Stifter eines Stipendiums für bedürftige Studenten aus Allenstein im preußischen Ermland, die an der Universität in Leipzig studierten.
Johannes Knolleisen war in Allenstein geboren, über seine Eltern und über seine Jugendzeit ist nichts weiter bekannt. Er war Magister der Theologie in Leipzig und errichtete 1512 sein Stipendium bei der dortigen Universität. Zuvor war Johannes Knolleisen Domherr in Merseburg (1489). Knolleisen und Lucas David haben sich durch ihre Stipendien um die Stadt Allenstein Verdienste erworben, indem sie der Allensteiner studierenden Jugend eine Hilfe für ihre Existenz schufen.